# Epiplema okinawana
Epiplema okinawana är en fjärilsart som beskrevs av Matsumura 1931. Epiplema okinawana ingår i släktet Epiplema och familjen Uraniidae. Inga underarter finns listade i Catalogue of Life.